# Johannes Pohlschneider
Johannes Pohlschneider (Damme, Distrito de Vechta, Baja Sajonia, 18 de abril de 1899-Aquisgrán, 7 de marzo de 1981) fue un obispo católico alemán. Obispo de Aquisgrán (1954-1974).

## Biografía
Johannes Pohlschneider, fue el segundo de doce hijos del empresario Bernhard Pohlschneider y su esposa María Schmiesing. Estudió Matemáticas en Berlín, Filosofía en Innsbruck y Münster y finalmente Teología en el Collegium Germanicum et Hungaricum (Roma, 1917) tras graduarse de la escuela secundaria en Münster. En Munster se convirtió en miembro de la fraternidad de estudiantes católicos Unitas Winfridia y, por lo tanto, miembro de la asociación Unitas. En 1919 pudo iniciar sus estudios en la Universidad Gregoriana y completar su doctorado en Filosofía (1921) y doctorado en Teología (1925). El 19 de abril de 1924 fue ordenado sacerdote en la Basílica de Letrán. Como vicario de la diócesis de Münster, primero trabajó en Lutten cerca de Vechta y luego como capellán en Oldenburg-Osternburg. Allí, bajo circunstancias políticas difíciles, logró establecer una nueva comunidad eclesial. Al mismo tiempo, trabajó como capellán de la prisión.
En 1940, el obispo Clemens August Graf von Galen lo nombró, a pesar de los obstáculos de las autoridades, para suceder al oficial Franz Vorwerk, que había sido expulsado de la región de Oldenburg por los nacionalsocialistas. Pohlschneider fue recibido en la diócesis el 2 de junio tras una protesta tardía del gobierno del estado de Oldenburg a fines de mayo.
Como resultado, el gobierno estatal declaró inválidos los acuerdos existentes entre el estado de Oldemburgo y la Iglesia católica, confiscó el edificio oficial y dejó de pagar la llamada suma global, que se destinaba del presupuesto estatal para el mantenimiento de la oficina oficial. Pohlschneider pudo entonces continuar con su negocio oficial en habitaciones amuebladas provisionalmente e incluso establecer su propia oficina de atención pastoral en 1941 para adaptar la atención pastoral a los tiempos difíciles. Pudo rechazar ataques de los nacionalsocialistas con energía y habilidad. Después del final de la Segunda Guerra Mundial, lideró medidas de ayuda caritativa para los bombardeados y los refugiados, llevó a cabo extensas campañas de recaudación de fondos y, en particular, brindó atención pastoral a los refugiados católicos de Silesia en la parte protestante del país. Desde el verano de 1945, participó en negociaciones con el gobierno estatal provisional en Oldenburg para la reintroducción de escuelas religiosas y comenzó los preparativos para el establecimiento de un colegio de formación de profesores católicos en Vechta (actual Universidad de Vechta), que pudo comenzar a enseñar (marzo de 1946).
El 17 de diciembre de 1945 se convirtió en canónigo no residente en Münster. El 8 de octubre de 1948, el obispo Michael Keller lo nombró vicario general de la parte renano-westfaliana de la diócesis de Münster. Sus tareas incluyeron la difícil reconstrucción de los edificios e instalaciones de la iglesia que habían sido destruidos en la Segunda Guerra Mundial, así como la reorganización del sistema de impuestos de la iglesia y la administración de la iglesia.
El Papa Pío XII lo nombró cuarto obispo de Aquisgrán el 30 de agosto de 1954. El 18 de noviembre de 1954, fue ordenado obispo en la catedral de Aquisgrán por el Arzobispo de Colonia, Josef Cardinal Frings. Los co-consagrantes fueron Michael Keller, obispo de Münster, y Friedrich Hünermann, obispo auxiliar de Aquisgrán. Como lema eligió: "Cristo pax nostra" (Cristo nuestra paz). Desde 1955, Pohlschneider  encabezó la Comisión episcopal para la familia, la escuela y la educación en Alemania.

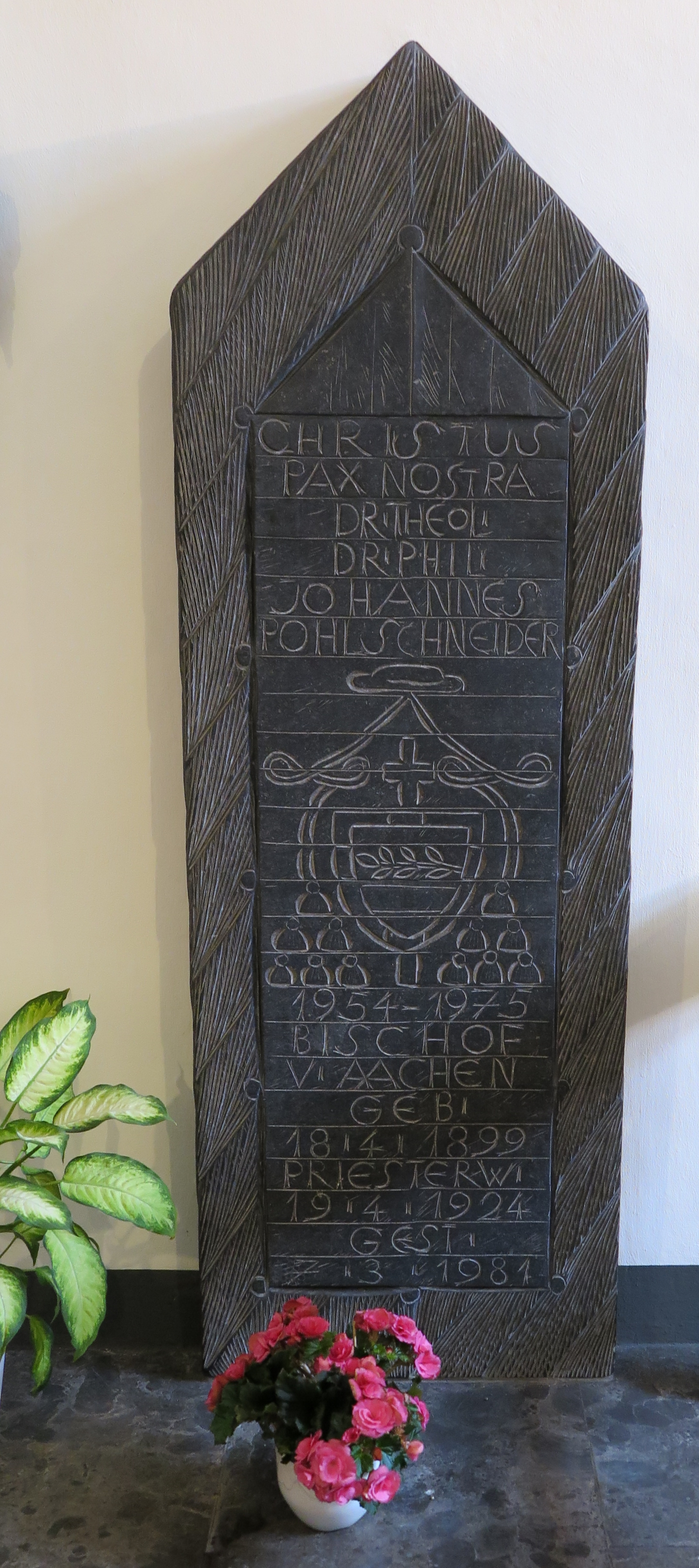
Tumba del obispo Johannes Pohlschneider

Fue Padre Conciliar de las cuatro sesiones del Concilio Vaticano II (1962-1965). Como responsable de la Conferencia Episcopal Alemana para las escuelas y de la Comisión Episcopal para la Familia, la Escuela y la Educación, participó en la declaración Gravissimum Educationis sobre la educación cristiana (28 de octubre de 1965). Eventos especiales durante su mandato fueron: los viajes al santuario de Aquisgrán (1972) con 175.000 creyentes, el Día Católico en Mönchengladbach (1974) y la beatificación de los fundadores de la orden Salvatoriana, Therese von Wüllenweber (1968), y las hermanas pobres de San Francisco, Franziska Schervier (1974).
En 1965 fue nombrado Gran Oficial de la Orden Ecuestre del Santo Sepulcro de Jerusalén por el cardenal Gran Maestre Eugène Tisserant e investido en Jerusalén el 5 de mayo de 1965 por el cardenal Lorenz Jaeger, Gran Prior de la Lugartenencia alemana. 
Pohlschneider conoció y trató en diversas ocasiones a Josemaría Escrivá, y mantuvo interés por la labor apostólica desarrollada por el Opus Dei en Aquisgrán. El obispo de Aquisgrán conoció el Opus Dei a través de Pedro Casciaro, entonces Procurador General del Opus Dei en Roma. Casciaro trabajó en estrecha colaboración con el entonces Prefecto de la Congregación de Propaganda Fide (luego Congregación para la Evangelización de los Pueblos), el Cardenal Agagianian, y buscó financiación a través de la Fondazione RUI, que ofrecía diez becas a estudiantes procedentes de países africanos y asiáticos para estudiar en Italia. A través de la cooperación en diversas tareas relacionadas con la educación y el apoyo a estos jóvenes de los países del Tercer Mundo contactaron Casciaro y Pohlschneider.
Pohlschneider visitó el centro ELIS, un centro de formación para jóvenes desempleados en Roma; la Universidad de Navarra (mayo de 1962) y la Residenza Universitaria Internazionale (RUI) en Roma (noviembre de 1962). El obispo alemán intercedió ante Adveniat para el establecimiento un seminario y una emisora de radio en Cañete. Pohlschneider apoyó con especial interés la creación de dos proyectos universitarios innovadores del Opus Dei en Kenia: Strathmore College (para hombres) en 1961 y Kianda College (para mujeres) en 1964. El fundador tenía cuatro condiciones claras para acometer estas iniciativas educativas: 1. No debería haber discriminación racial; 2. La universidad debería estar abierta abierto a estudiantes católicos y no cristianos; 3. Las residencias universitarias no debían tener el estatus de una escuela misionera, sino más bien el status de un cuerpo civil donde los miembros del Opus Dei ejercieran su profesión; 4. Los estudiantes deberían contribuir con una pequeña y simbólica cantidad económica para abonar las tasas de matrícula. Casciaro pidió ayuda al obispo Pohlschneider en el tercer punto, ya que la dirección de Misereor en Aquisgrán no concedia la subvención, al no tratarse de un proyecto misionero.
El 13 de diciembre de 1974, el Papa Pablo VI aceptó su renuncia por límite de edad. Hasta la investidura de su sucesor Klaus Hemmerle (octubre de 1975), Pohlschneider fue administrador apostólico de la diócesis. Está enterrado en la cripta del obispo de la catedral de Aquisgrán.